# Shum
«Shum» (en ucraniano: Шум; bosque o ruido) es la canción que representó a Ucrania en el festival de la canción de Eurovisión interpretado por Go_A. 
«Shum» se clasificó para la Grand Final de Eurovisión 2021 en segunda posición y 267 puntos en la primera semifinal. En la Grand Final quedó quinta con 364 puntos, de los cuales, 267 del televoto (segundo puesto) y 97 del jurado profesional. La canción entró en las lista diaria de Spotify Viral 50 el 24 de mayo de 2021 y la semanal el 27 de mayo. También entró en la Billboard Global 200 en el puesto 158.

## Eurovisión 2021
La canción fue elegida para representar a Ucrania en el Festival de Eurovisión el 4 de febrero de 2021 por la televisión nacional UA:PBC. La canción original supera los 3 minutos permitidos por la EBU, así que sufrió una modificación que fue estrenada junto al videoclip en el canal oficial de Eurovisión. La vocalista afirma que esta nueva versión tenía más energía positiva.

## Listas
| Listas(2021)                                  | Puesto más alto |
| --------------------------------------------- | --------------- |
| Austria (Ö3 Austria Top 40)                   | 35              |
| Bélgica (Flandes) (Ultratop 50)               | 29              |
| República Checa (Singles Digitál Top 100)     | 55              |
| Finlandia (OFC)                               | 17              |
| Alemania (Offizielle Deutsche Charts)         | 66              |
| Global 200 (Billboard)                        | 158             |
| Greece (IFPI)                                 | 30              |
| Iceland (Tónlist)                             | 11              |
| Irlanda (IRMA)                                | 37              |
| Lituania (AGATA)                              | 3               |
| Países Bajos (Mega Single Top 100)            | 19              |
| Slovakia (Singles Digitál Top 100)            | 91              |
| Suecia (Sverigetopplistan)                    | 27              |
| Suiza (Schweizer Hitparade)                   | 36              |
| Ucrania (Tophit)                              | 17              |
| Ukraine Airplay (FDR Top 40)                  | 10              |
| Reino Unido (UK Singles Chart)                | 59              |
| Reino Unido (UK Dance Chart)                  | 18              |
| Reino Unido (UK Indie Chart)                  | 8               |
| US Dance/Electronic Songs (Billboard)         | 27              |
| US Dance/Electronic Digital Songs (Billboard) | 12              |
| US World Digital Song Sales (Billboard)       | 4               |

## Historial de lanzamiento
| Lugar  | Fecha                | Formato          | Discográfica |
| ------ | -------------------- | ---------------- | ------------ |
| Varios | 22 de enero del 2021 | Descarga digital | No           |